# Produktvariation
Produktvariation (oder Produktmodifikation) ist in der Betriebswirtschaftslehre die Produktstrategie, von einem Produkt oder einer Dienstleistung Varianten herzustellen, die das bisherige Produkt oder die bisherige Dienstleistung ersetzen.

## Allgemeines
Die Produktvariation ist in der Produktpolitik eine Diversifikation in der Weise, dass ein bereits bestehendes Produkt durch ein Nachfolgeprodukt ersetzt wird, wobei eine Trennschärfe zur Produktinnovation nicht vorhanden ist. Das bereits bestehende Produkt wird nicht mehr hergestellt. Dadurch entfällt das Güterangebot für dieses Produkt auf dem Gütermarkt. Eine diesbezügliche Güternachfrage kann nur durch gebrauchte Produkte (wie Gebrauchtwagen) befriedigt werden.

## Arten
Eine typische Produktvariation ist das Revival, das in Form des Relaunch oder Facelifting durchgeführt werden kann. Beim Relaunch wird ein bereits aus dem Markt genommenes Produkt nach längerer Zeit mit Produktmodifizierungen wieder eingeführt, beim Facelifting erfährt ein Produkt bloße optische Veränderungen.
Auch die Änderung des Produkt- oder Markenimage wird häufig als Produktvariation angesehen.

## Typische Produktvariationen
Automobilherstellung
Unter einer Produktvariation versteht man die bewusste Veränderung einer im Markt befindlichen Baureihe unter Beibehaltung ihrer grundlegenden Konstruktionsmerkmale. Sie wird in der Automobilwirtschaft üblicherweise als „Facelifting“ bezeichnet. In der Automobilherstellung liegt eine Produktvariation erst vor, wenn ein bestimmtes Fahrzeugmodell nicht mehr hergestellt wird. Beispiel ist der VW Käfer, dessen Produktion am 30. Juli 2003 eingestellt wurde. Sein „Nachfolger“ wurde der bereits im Mai 1974 präsentierte VW Golf. Dessen Modelle wie der VW Golf I, VW Golf II usw. waren Produktdifferenzierungen. Die nicht mehr hergestellten Modelle können jedoch weiterhin genutzt werden, solange Ersatzteile vorhanden sind.
Computerprogramme/Software
Eine neue Version von Computerprogrammen und Software ist eine Produktvariation, sofern eine neue Version die alte ersetzt wie beim Acrobat Reader. Alte Versionen können nicht oder nur fehlerhaft genutzt werden. Kann jedoch mit der alten Version noch weitergearbeitet werden, liegt eine Produktdifferenzierung vor (wie beispielsweise bei Microsoft Word). Bei vorhandener Aufwärts- oder Abwärtskompatibilität handelt es sich stets um Produktdifferenzierungen.

## Wirtschaftliche Aspekte
Die Produktvariation ist als absatzpolitisches Instrument auf Oligopolmärkten weit verbreitet, weil die oligopolistische Interdependenz aus der Sicht der Unternehmen den Einsatz solcher Aktionsparameter erfordert, die keine unmittelbar wahrnehmbare Reaktion der Konkurrenten zur Folge haben. Deshalb sind im Qualitätswettbewerb die Produktvariation und -differenzierung wichtige Komponenten.
Anlass für Produktvariation können Veränderungen des Konsumverhaltens, Erscheinen von Konkurrenzprodukten, gesetzliche Auflagen oder technischer Fortschritt sein. Die Produktvariation zielt darauf ab, den Produktlebenszyklus zu stabilisieren. Durch Produktvariation können neue Teilmärkte erschlossen werden.
Die Definition aller Produktvariationen einschließlich der Produktdifferenzierungen sollte aus Kundensicht möglichst einheitlich insbesondere durch die technischen Daten des Kraftfahrzeuges erfolgen. Durch eine Definition der Produktvariationen, die den Anforderungen an eine ideale Boolesche Algebra entspricht, kann eine einheitliche und konsistente Produktdefinition gewährleistet werden. Dies schließt auch die Definition der Fahrzeugklassen, -baureihen und -typen mit ein, die der Produktdifferenzierung zuzuordnen sind. Um eine eindeutige und korrekte Produktdefinition zu erreichen, ist der Einsatz eines Produktkonfigurators sinnvoll, der den Kunden bei der Auswahl der Ausstattungen unterstützt.

## Abgrenzung
Streng zu trennen ist die Produktvariation von der Produktdifferenzierung, bei der kein Nachfolgeprodukt geschaffen wird. Vielmehr werden an bestehenden Produkten – die auch weiterhin hergestellt werden – Produkteigenschaften, Größe, Farbe oder Aussehen verändert oder sogar stoffliche-technische Änderungen vorgenommen bis hin zur geänderten Verpackung.